# Sierra Romero
Sierra Joy Romero (Murrieta, Kalifornia, 1994. március 19. –) csamorró-mexikói származású amerikai softballjátékos, 2016 óta a USSSA Pride infieldere. 2019-ben az Oregon Ducks önkéntes edzőhelyettese volt.
2016-ban a National Fastpitch az év edzőjének választotta, emellett az ötödik legjobb softballjátékosként tartják számon.

## Tanulmányai
2012-ben érettségizett a Vista Murrieta High Schoolban. Az ESPN a harmadik legjobb feltörekvő játékosnak választotta.

## Játékosként

### Michigan Wolverines

#### 2013
2013-ban a Big Ten Conference az év játékosának és az év gólyajátékosának választotta. Shortstopként 64 mérkőzésen vett részt, 23 hazafutásával megdöntötte a konferencia rekordját. Hétszer választották a hét gólyajátékosának, emellett az NCAA ranglistáin is az élen volt.
Első, február 8-ai mérkőzésén kétbázisos ütésével legyőzték a Marshall Thundering Herdet. Kijutottak a Women’s College World Seriesre, emellett Romero ütésével június 1-jén 2–0-val legyőzték az Arizona State Sun Devilst. Carol Hutchins edző Romerót „menőnek” nevezte.

#### 2014
2014-ben elnyerte az All-NFCA elismerést. 62 mérkőzésen játszott, és megdöntötte a saját ütésből befutott pontjainak, valamint február 15-én a ULL Ragin’ Cajuns elleni mérkőzésen a saját bázisütéseinek rekordját.

#### 2015
2015-ben az ESPNW őt választotta az év játékosának. 68 mérkőzésen játszott, ütésből befutott pontjai alapján az NCAA öt legjobbja közé került.
Február 28-án csapata legyőzte a Binghamton Bearcatst, március 6-án pedig a San Jose State Spartanst. Május 8-án hazafutásával NCAA-rekordot állított fel.
A bajnokságon 4–1-re kikaptak a Florida Gators ellen. Romero elnyerte az All-Tournament Team elismerést.

#### 2016
2016-ban a konferencia harmadjára is az év játékosának választotta, és újra elnyerte a First Team All-American elismerést; emellett az USA Softball és az NFCA is az év játékosának nevezte, illetve elnyerte a Honda Sports által az ország legjobb softballozójának ítélt díját is. 59 mérkőzésen vett részt, ütésből befutott pontjai és hazafutásai alapján az NCAA öt legjobbja között volt.
A Virginia Tech Hokies és a Northwestern Wildcats ellen 18 játékon át tartó ütősorozatot ért el, a május 14-ei bajnoki mérkőzésen pedig a hazafutásokért járó legtöbb pontot kapta. Ő az első, háromszáz hazafutást végrehajtó egyetemi softballozó. Csapata június 5-én a Florida State Seminoles ellen shutouttal kikapott.

### USSSA Pride
A 2016-os NPF-draft során a USSSA Pride tagja lett, 2017-ben pedig elnyerte az All-NPF elismerést. A 2019-es szezont szalagszakadás miatt kihagyta.

## Edzőként
2018. augusztus 15-én a 2019-es szezonra az Oregon Ducks önkéntes edzőhelyettese lett.

## Családja
Szülei Michael és Melissa Romero; három testvére van. Húga Sydney Romero, fivére Mikey Romero; mindketten softballjátékosok.

## Statisztikák
| Év        | G   | AB  | R   | H   | BA   | RBI | HR | 3B | 2B | TB  | SLG   | BB  | SO | SB | SBA |
| --------- | --- | --- | --- | --- | ---- | --- | -- | -- | -- | --- | ----- | --- | -- | -- | --- |
| 2013      | 64  | 182 | 67  | 69  | .379 | 71  | 23 | 2  | 11 | 153 | .840% | 49  | 28 | 6  | 8   |
| 2014      | 62  | 165 | 74  | 81  | .491 | 72  | 18 | 1  | 11 | 148 | .897% | 67  | 16 | 9  | 9   |
| 2015      | 68  | 176 | 85  | 79  | .449 | 83  | 22 | 2  | 11 | 160 | .909  | 58  | 8  | 21 | 25  |
| 2016      | 59  | 162 | 76  | 73  | .450 | 79  | 19 | 1  | 11 | 143 | .882% | 52  | 12 | 15 | 17  |
| Összesen: | 253 | 685 | 302 | 302 | .441 | 305 | 82 | 6  | 44 | 604 | .881% | 226 | 64 | 51 | 59  |

| Év        | AB  | R  | H   | BA   | RBI | HR | 3B | 2B | TB  | SLG   | BB | SO | SB |
| --------- | --- | -- | --- | ---- | --- | -- | -- | -- | --- | ----- | -- | -- | -- |
| 2016      | 111 | 18 | 37  | .333 | 21  | 5  | 2  | 4  | 60  | .540% | 10 | 17 | 3  |
| 2017      | 129 | 19 | 36  | .279 | 35  | 7  | 1  | 7  | 66  | .511% | 17 | 30 | 3  |
| 2018      | 99  | 23 | 39  | .394 | 27  | 7  | 3  | 7  | 73  | .737% | 14 | 12 | 8  |
| Összesen: | 339 | 60 | 112 | .330 | 83  | 19 | 6  | 18 | 119 | .587% | 41 | 59 | 14 |

## Fordítás
- Ez a szócikk részben vagy egészben  a   Sierra Romero című angol Wikipédia-szócikk ezen változatának fordításán alapul.  Az eredeti cikk szerkesztőit annak laptörténete sorolja fel. Ez a jelzés csupán a megfogalmazás eredetét és a szerzői jogokat jelzi, nem szolgál a cikkben szereplő információk forrásmegjelöléseként.